# 聖戴維茲教區
聖公會聖戴維茲教區（英語：Diocese of St David's）是聖公會威爾斯教會的一個教區。轄區位於威爾斯西南部。
教區由聖戴維茲創立於公元6世紀。座堂是聖戴維斯座堂。現任主教為喬安娜．潘伯璽，是威爾斯教會第一位被選的女性主教。